# Arthur's Theme (Best That You Can Do)
«Arthur's Theme (Best That You Can Do)» (en español: «Tema de Arturo: (Lo mejor que puedes hacer)»), también conocida como Arthur's Theme, es el título de una balada escrita e interpretada por el cantautor estadounidense Christopher Cross, coescrita por Burt Bacharach, Carole Bayer Sager y Peter Allen, producida por Michael Omartian, para la banda sonora de la película Arthur (1981), ganadora del premio Óscar a la mejor canción original de dicho año. La versión original de la canción está cantada igualmente por Christopher Cross.

## Descripción
La canción fue lanzada al mercado el 3 de agosto de 1981 por la compañía discográfica Warner Bros. Records. Está clasificada como de género Soft rock, con una duración de 3 min 52 s.
Alcanzó el número 1 de la popular lista Billboard Hot 100 en octubre del mismo año; y en la lista de las 100 canciones más representativas del cine estadounidense realizada por el American Film Institute quedó en el puesto número 79. Llegó al puesto número 1  En Noruega y en la RPM Adult Contemporary de Canadá. Alcanzó el Top 10 en varios países de Europa y en Sudáfrica.

## Letra
Once in your life you find her
 Someone that turns your heart around
 And next thing you know you're closing down the town
 Wake up and it's still with you
 Even though you left her way across town
 Wondering to yourself, "Hey, what've I found?"
When you get caught between the Moon and New York City
 I know it's crazy but it's true
 If you get caught between the Moon and New York City
 The best that you can do
 The best that you can do is fall in love
Arthur he does as he pleases
 All of his life, he's master's choice
 Deep in his heart, he's just, he's just a boy
 Living his life one day at a time
 He's showing himself a really good time
 He's laughing about the way they want him to be
All of his life, he's master's choice
 Deep in his heart, he's just, he's just a boy
 Living his life one day at a time
 He's showing himself a really good time
 He's laughing about the way they want him to be
When you get caught between the Moon and New York City
 I know it's crazy but it's true
 If you get caught between the Moon and New York City
 The best that you can do
 The best that you can do is fall in love
When you get caught between the Moon and New York City
 I know it's crazy but it's true
 If you get caught between the Moon and New York City
 The best that you can do
 The best that you can do is fall in love.

## Posicionamiento en listas
| Lista (1981-1982)                   | Máxima posición |
| ----------------------------------- | --------------- |
| Australia (Kent Music Report)       | 13              |
| Canadá (RPM Adult Contemporary)     | 1               |
| Canadá (RPM Top Singles)            | 2               |
| Estados Unidos (Adult Contemporary) | 1               |
| Estados Unidos (Billboard Hot 100)  | 1               |
| Estados Unidos (Mainstream Rock)    | 13              |
| España (AFYVE)                      | 14              |
| Irlanda (IRMA)                      | 7               |
| Italia (FIMI)                       | 5               |
| Nueva Zelanda (Recorded Music NZ)   | 10              |
| Noruega (VG-lista)                  | 1               |
| Reino Unido (UK Singles Chart)      | 7               |
| Sudáfrica (Springbok SA Top 20)     | 7               |
| Suiza (Schweizer Hitparade)         | 6               |

### Sucesión en las listas
| Predecesor: «Endless Love» de Diana Ross & Lionel Richie | U.S. Billboard Hot 100 — Sencillo N.º 1 17 de octubre de 1981 - 6 de noviembre de 1981 | Sucesor: «Private Eyes» de Daryl Hall & John Oates |

| Predecesor: «Endless Love» de Diana Ross & Lionel Richie | U.S. Billboard Hot Adult Contemporary Tracks — Sencillo N.º 1 26 de septiembre de 1981 - 23 de octubre de 1981 | Sucesor: «Share Your Love with Me» de Kenny Rogers |

| Predecesor: «Endless Love» de Diana Ross & Lionel Richie | U.S. Cash Box Top 100 — Sencillo N.º 1 17 de octubre de 1981 - 13 de noviembre de 1981 | Sucesor: «Private Eyes» de Daryl Hall & John Oates |